# Gisèle Roques
Pour les articles homonymes, voir Roques.
Gisèle Roques est une joueuse française de basket-ball.

## Biographie
Gisèle Roques évolue à l'US Ivry dans les années 1950, remportant notamment le Championnat de France en 1956 avec sa sœur Odette Roques. 

## Palmarès

### Sélection nationale
Championnat du monde
- Médaille de bronze du Championnat du monde 1953 au Chili

Championnat d'Europe
- 6e du Championnat d'Europe 1958 en Pologne

Autres
- Début en Équipe de France le 12 février 1948 à Paris contre l'Équipe de Hongrie
- Dernière sélection le 18 mai 1958 à Łódź contre l'Équipe de Yougoslavie[2].